# Lago Fianga
O lago Fianga (em francês:  Lac de Fianga;) é um pequeno lago dividido entre o Chade e os Camarões. Não tem fronteiras claramente delimitadas, já que constitui a fronteira ocidental de uma zona de pântanos permanentes. O lago é formado com as inundações do rio Logone durante a época das chuvas.